# Nœud de croc
Le nœud de croc est un nœud d'amarrage. 
Il permet de fixer rapidement une corde sur un crochet. La corde étant maintenue par coincement (demi-clef à capeler).

## Variantes
Il existe diverses variantes appelés : nœud de croc simple, nœud de croc double, nœud de croc de palan, nœud de griffe.

## Recommandations
- Le cordage doit être sec et raide[1].
- Il est impératif de maintenir une certaine tension sur le cordage pour éviter que le nœud glisse et se défasse[1].